# Кир (горная порода)

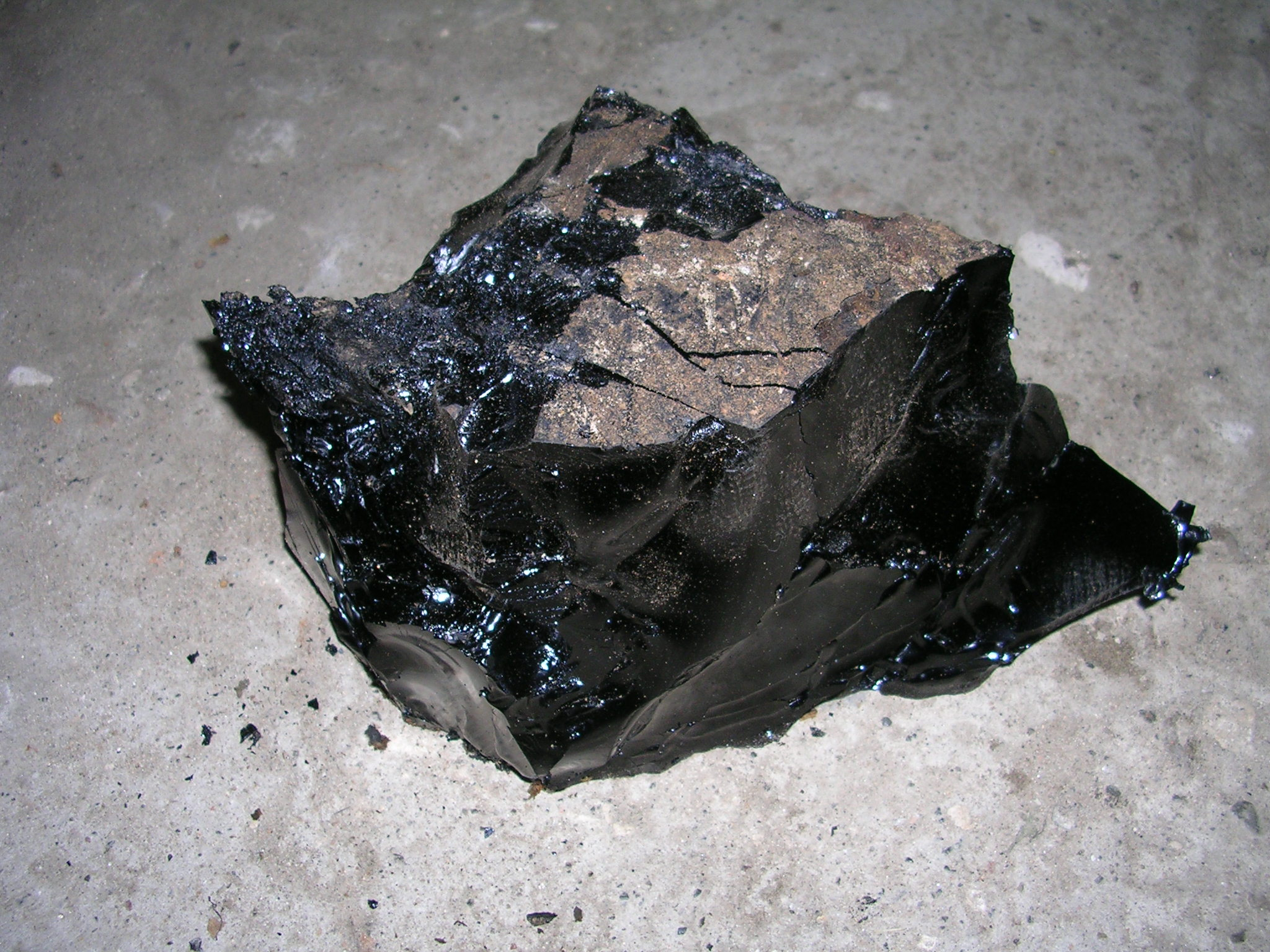
Кир

Кир — горная порода, представляющая собой смесь загустевшей нефти или асфальта с песчанистым или глинистым материалом. Кир встречается в виде натёков в местах выхода нефтеносных пластов на поверхность. В связи с этим кир служит одним из признаков при поисках нефтяных месторождений. Название тюркского или иранского происхождения.

## Свойства
Цвет тёмно-коричневый до чёрного. Блеск матовый или смолистый. Излом у «твёрдых» киров раковистый. Плотность около 1. Структура аморфная, текстура однородная, а для твёрдых разностей породы — массивная. Температура плавления «твёрдых» киров часто превышает 100  °C. Хорошо растворим в большинстве органических растворителей. Горюч. Удельный вес около 1 г/см³ или чуть больше. Состав: масел — 20—40 %, асфальтов и смол — 45—50 % и твёрдых углеводородов — 0—10 % (редко до 25 %), углерода — 80—85 %, водорода — 10—11 %, суммы кислорода, азота и серы — 2—11 %.

## В природе
Киром пропитаны пористые горные породы. Это так называемые закированные породы. Кир образует покровы, заполнение трещин, натёки у нефтяных источников и выходов озокерита. Сопровождается парафинистыми нефтями и озокеритом. Кир также является продуктом испарения и окисления (осмоления) лёгких (малосмолистых) нефтей при процессах их выветривания в местах естественных выходов нефтей на поверхность. На дневной поверхности устойчив. Кир встречается в большинстве нефтеносных районов, где развиты лёгкие парафинистые нефти (главным образом в Средней Азии). В столице Азербайджана иногда кир используют в смеси с сырой нефтью и другими компонентами для заливки крыш домов. В остальном практического значения не имеет. Появление киров на выходах нефти указывает на нарушение изоляции нефтяной залежи, начинающей вследствие этого портиться.